# Točaj (naziv)
Točaj (nemško Mundschenk ali Hofschenk , lat. pincerna ali cellarius, angl. cup-bearer) je bil zgodovinsko visok plemiški naziv na kraljevih dvorih, katerega dolžnost je bila točiti in streči pijačo za kraljevo mizo. Zaradi nenehnega strahu pred spletkami (kot je zastrupitev) je morala oseba veljati za popolnoma zaupanja vredno, da je lahko zasedala ta položaj. Kralja naj bi varoval pred strupom v kraljevi čaši in včasih je moral popiti nekaj pijače, preden so jo postregli kralju.  Njegovi zaupni odnosi s kraljem so mu pogosto dajali zelo vplivni položaj. Položaj točaja je bil zelo cenjen.
Točaj kot častna vloga, na primer po egiptovskih hieroglifih za »točaja«, je bil uporabljen šele leta 196 pred našim štetjem v Kamen iz Rosette za Kanefor-ja točaja Areje, hčerke Diogena; vsak Ptolemajev odlok, ki se začne z Canopusovim odlokom, je častil točaja. Veliko starejša vloga je bila imenovanje Sargona iz Akada za točaja v 23. stoletju pr.n.š .

## Točaji v Svetem pismu
V Svetem pismu so točaji večkrat omenjeni.
Položaj je prvič omenjen v Genezi 40:1, čeprav je hebrejska beseda (drugje prevedena kot »točaj«) tu včasih prevedena kot »strežaj«. Besedna zveza "vodja strežajev" (Geneza 40:2) se ujema z dejstvom, da je bilo pogosto več takih uradnikov pod enim vodjem (primerjaj Xen. Hellen. vii.1, 38). V obdobju po izgnanstvu se je Nehemija povzpel do visokega položaja v palači kot točaj kralja Artakserksa, šestega kralja Medijsko/perzijskega cesarstva. Ta položaj je vsakodnevno postavljal njegovo življenje na kocko, vendar je Nehemiju dal avtoriteto in visoko plačilo ter ga je zelo cenil, kot kaže zapis. Njegova finančna sposobnost ( Nehemija 5:8,10,14,17) bi kazala, da je bila pozicija visoko donosna.

## Točaji v grškem mitu
V grški mitologiji je bila Hêba, boginja mladosti, prvotno točajka grškim bogovom z gore Olimp, ki jim je stregla nektar in ambrozijo. Hêba je hči Zevsa in Here in je prikazana v Homerjevi Iliadi, kako opravlja svoje dolžnosti kot točajka.
»Bogovi so sedeli blizu Zevsa v svetu, na zlatih tleh. Heba jim je milostno postregla z nektarjem, kakor sta si nazdravila z zlatimi skodelicami in gledala navzdol proti trdnjavi Ilion.« (Homer, Iliada 5,1-5)
Hêbina vloga točajke se je končala, ko se je poročila z vojnim junakom Heraklejem, ki se je pridružil Hêbi med bogovi in boginjami in si ustvaril družino. Nato jo je zamenjal Ganimed .
Rimski bogovi so prav tako tesno povezani z grško mitologijo, pri čemer je boginja mladosti Juventa rimski dvojnik Hêbi.

## Točaji kot palatinski uradniki v vizigotski Španiji
Eden od palatinskih uradnikov, ki je bil v službi vizigotskih kraljev, se je imenoval Comes Scanciorum ali »grof točajev«. Grof je vodil scancia (ednina scancium ), ki bi se v slovenščini imenovala kleti ali delavnice masla, v francoščini pa échansonnerie, ki je soroden latiniziranemu gotskemu izrazu, ki se še uporablja v Španiji. Grof je točil vino ali pijačo osebno kralju, medtem ko so drugi točaji stregli druge ugledne goste za kraljevo mizo.

## Točaji kot velika služba v Svetem rimskem cesarstvu
Kralj Češke je bil rangiran kot nadtočaj Svetega rimskega cesarstva. Njegove naloge so se običajno izvajale le med kronanjem. V drugih časih sta kot točaja za cesarja služila grof Limburški in po letu 1714 grof Althann .

## Točaj v Shakespearu
Camillo v Zimski pravljici je točaj Leontesu, kralju Sicilije, in Poliksenu, kralju Češke. Ko je Leontes prepričan o nezvestobi njegove žene Hermione s Poliksenom, prosi Camilla, naj uporabi svoj privilegirani položaj kot njegov točaja za zastrupitev Polixena:

## Točaji na Irskem
Theobald Walter je bil prvi glavni strežnik Irske. Čeprav se izraza "točaj" in "strežnik" včasih uporabljata zamenljivo, sta bili na prazniku kronanja dve različni vlogi. 

## Poljska in Litva
Točaj (poljsko Cześnik) je bila do konca 13. stoletja dvorna služba  Poljskem in v Litvi. Nosilec je bil odgovoren za kraljevo vinsko klet in za to, da mu je na banketih postregel s čašami vina. Od 14. stoletja je bil častni dvorni naziv v Poljski in Velikem vojvodstvu Litve ter v Poljsko-litovski državi.
- cześnik koronny – kraljev strežaj krone
- cześnik litewski – litovski strežaj velikega vojvode
- cześnik ziemski – okrajni kraljevi točaj

Po hierarhiji okrajnih uradov iz leta 1768 je bil položaj v kroni nad Łowczyjem in pod Podstoli; V Veliki vojvodini Litvi nad Horodniczyjem in pod Podczaszyjem.

## Poglej tudi
- Barman
- Degustator hrane
- Točaj
- Pinkernes
- Sommelier